# Now Jazz Ramwong
Now Jazz Ramwong ist ein Jazz-Album, das das Albert Mangelsdorff Quintett am 6. und 7. Juni 1964 in Frankfurt am Main einspielte. Es erschien 1964 bei Columbia Records, in erweiterter Form 1980 bei L+R Records. Der Plattentitel-Bestandteil „Ramwong“ bezeichnet einen thailändischen Volkstanz.

## Das Album
Das Album entstand nach einer Asientournee, die das Albert-Mangelsdorff-Quintett für das Goethe-Institut unternommen hatte. Von Ende Dezember 1963 bis März 1964 spielte die Band 50 Konzerte in 20 asiatischen Ländern. Das Konzept hierzu hatte Joachim-Ernst Berendt entwickelt. Es sah vor, „Volksmusiken und populäre Stücke, die er aus verschiedenen Länder mitgebracht hatte, zu bearbeiten und als Geste dem dortigen Publikum darzubieten.“ Mangelsdorff wählte zu diesem Zweck einige Stücke aus, transkribierte sie vom Tonband und arrangierte sie. „Die vertrauten Stücke bauten dem Publikum eine Brücke zum Jazz, der in manchen Ländern, die wir bereisten, noch eine ziemlich unbekannte Sache war.“
Wenige Monate nach der Tournee wurden die Titel im Tonstudio Walldorf von Dieter von Goetze und Detlev Kittler aufgenommen. Das Album Now Jazz Ramwong folgte 1964 als dritte Veröffentlichung in der gleichen Plattenreihe, die Horst Lippmann für das Plattenlabel CBS mit Tension gestartet hatte.
Das Titelstück Now Jazz Ramwong ist eine von thailändischer Volksmusik beeinflusste modale Komposition, bei der Heinz Sauer Sopransaxophon spielt. Three Jazz Moods on a Theme from Pather Panchali ist eine Adaption Mangelsdorffs eines Themas aus der Filmmusik, die Ravi Shankar 1955 für den Spielfilm Pather Panchali von Satyajit Ray schrieb; hinzu kam Es sungen drei Engel, ein altdeutsches Weihnachtslied aus dem 13. Jahrhundert, das Berendt empfahl und 1963 schon von Roland Kirk und Benny Golson ins Jazz-Repertoire übernommen worden war. Mangelsdorffs Kompositionen Blue Fanfare und Blues Du Domicile sind Bop-orientierte Blues-Nummern; Heinz Sauer steuerte den Titel Club Trois bei. Set ’Em Up und Ballad for Jessica Rose stammten aus dem damaligen Bandrepertoire und sind auch Bestandteil des im Vorjahr aufgenommenen Albums Tension. Die Rhythmusgruppe steuerte das Duo-Stück Racknash bei (nicht auf der ursprünglichen LP enthalten), zu dem sie durch einen Besuch der Musikschule von Ravi Shankar in Bombay angeregt wurden und das „mit Elementen indischer Musik spielt“.

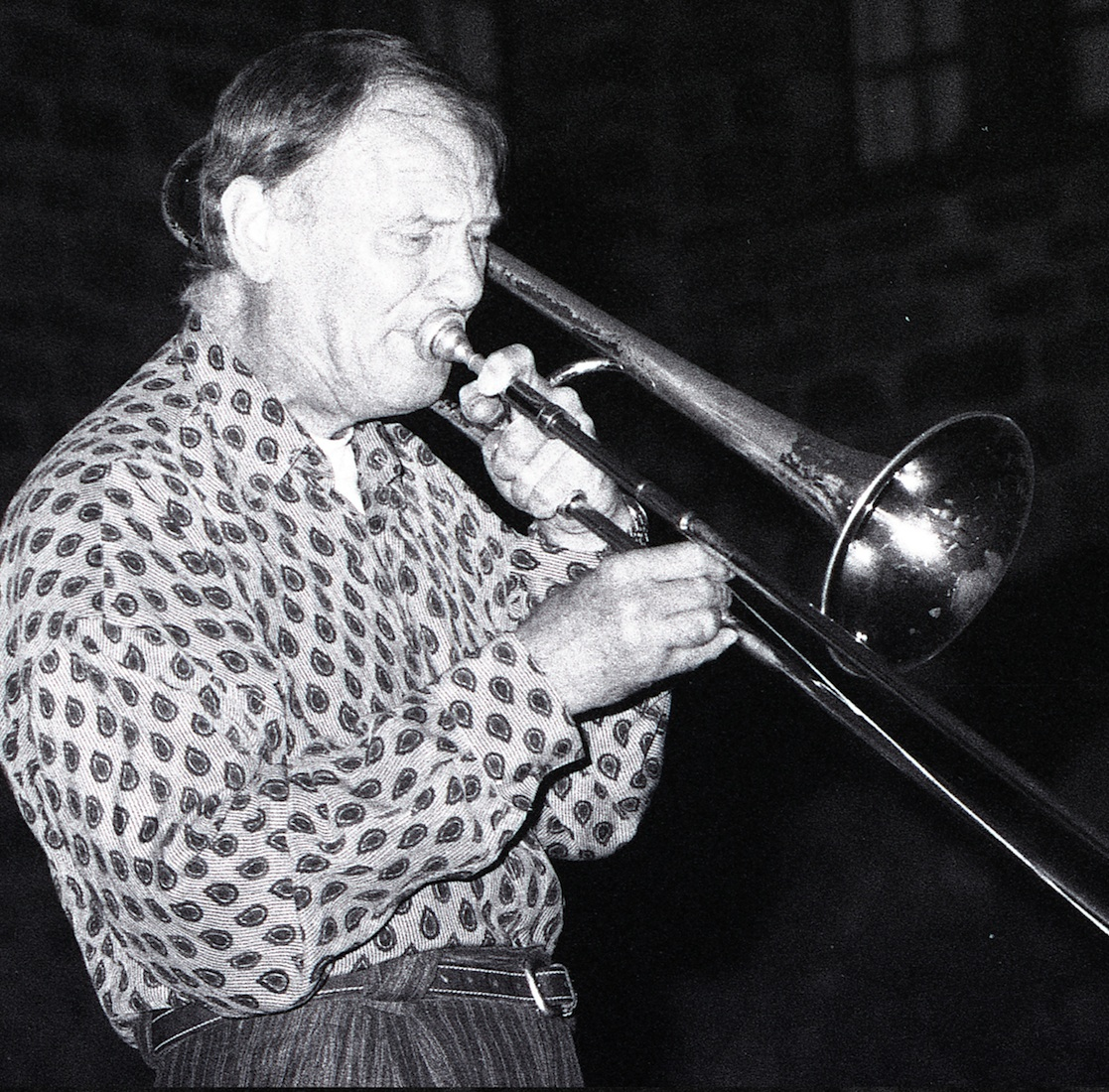
Albert Mangelsdorff 1992

## Titelliste
- Albert Mangelsdorff Quintet: Now Jazz Ramwong (CBS 62398)
  - A1 Now Jazz Ramwong (Mangelsdorff) 8:58
  - A2 Sakura Waltz (Mangelsdorff) 3:24
  - A3 Blue Fanfare (Albert Mangelsdorff) 6:40
  - B1 Three Jazz Moods (On a Theme by Ravi Shankar) 6:10
  - B2 Burungkaka (Albert Mangelsdorff) 3:26
  - B3 Raknash (Günter Lenz, Ralf Hübner) 4:41
  - B4 Theme from Vietnam (Mangelsdorff) 0:56
  - B5 Es sungen drei Engel (trad) 7:33

## Rezeption
Das Album erfuhr bei seinem Erscheinen positive Kritiken; das Musikmagazin Stereo Review notierte 1966 Performance: Spirited and complex, Recording: Good, Stereo Quality: Good Der Spiegel schrieb 1966, Indische Tabla-Trommeln und japanische Koto-Harfen hätten „das Mangelsdorff-Quintett während einer ausgedehnten Asien-Tournee zu originellen, fesselnden und von europäischen, amerikanischen und asiatischen Experten gleichermaßen geschätzten Jazz-Umsetzungen traditioneller Folklore aus Bengalen, Vietnam, Japan und Indonesien“ inspiriert. Der Autor hob die langen Solo- und Kollektivimprovisationen der fünf Musiker hervor, die „von der Qualität des deutschen Export-Jazz“ zeugten, den die Evening News in Manila mit dem Volkswagen verglichen habe.
Ken Dryden vergab an das Album in AllMusic vier (von fünf) Sterne und hob hervor, dass Albert Mangelsdorff in seinen Arrangements einen hervorragenden Mix aus östlicher und westlicher Musik offeriere. Although this long unavailable music has reappeared on CD, it may still be somewhat challenging to acquire. Der britische Kritiker Eric Thacker wies darauf hin, dass Now Jazz Ramwong nicht nur einige der Früchte der Suche nach ausgeweiteten Grenzen des Jazzausdrucks enthalte, sondern auch „die Free-Jazz-Eignung des herrlichen Quintetts“ veranschauliche.

## Editorischer Hinweis
Nach der ersten Ausgabe in Westdeutschland von Now Jazz Ramwong: The Albert Mangelsdorff Quintet in Asia als Columbia-LP (CBS 62398) 1964 erschien das Album in den Vereinigten Staaten als Now, Jazz Ramwong 1966 bei Pacific Jazz Records (ST-20095 bzw. PJ-10095), jedoch in gekürzter Form und veränderter Zusammenstellung. 1980 wurde Now Jazz Ramwong bei L+R Records (LR 41.007) wiederveröffentlicht. In der DDR erschien eine Lizenzausgabe bei Amiga (850041). Als Compact Disc wurde es 1993 bei L+R Records im Vertrieb von Bellaphon Records (CDLR 71001) herausgebracht, erneut 2012 bei Bellaphon (BS 6-04-2-038).
Ein Livemitschnitt vom 22. Juni 1964 aus dem Audimax Freiburg, der die meisten Titel des Albums enthält, erschien in der Reihe Legends Live bei Jazzhaus.